# Роберт Шуман
Роберт Шуман (Цвикау, 8. јун 1810 — Бон, 29. јул 1856) је био немачки композитор романтизма.

## Биографија
Цењен музички критичар и оснивач часописа Neue Zeitschrift für Musik, данас је сматран представником музикалног романтизма. Компоновао је између осталог клавирску музику, песме и црквену музику. 1843. године Феликс Менделсон га ангажује за наставника клавира и композиције на новооснованом конзерваторијуму у Лајпцигу. Од 1850. до 1853. Шуман делује као градски музички директор у Диселдорфу. Од великих личности, посебно је утицао на Брамса.
Када се вратио у Лајпциг, оженио се Кларом Вик, кћерком свог учитеља, која је била изванредна пијанисткиња. Она је помогла Шуману да преболи ударац који му је нанела парализа руке, коју је задобио приликом експеримента померања прстењака на десној руци.
У својим последњим годинама живота патио је од психичке болести. 1854. године покушао је себи одузети живот скочивши у Рајну, али је спасен. Умро је 1856. године и сахрањен је у Бону.

### Рани живот
Шуман је рођен у Цвикауу, у Краљевини Саксонији (данас Централна Немачка), као пето и последње дете Јохане Кристијане (рођене Шнабел) и Августа Шумана. Шуман је почео да компонује пре седме године, али је његово дечаштво протекло у култивацији књижевности колико и музике — несумњиво под утицајем његовог оца, продавца књига, издавача и романописца.
Са седам година, Шуман је почео да учи општу музику и клавир код Јохана Готфрида Кунца, наставника у средњој школи у Цвикау. Дечак је одмах развио љубав према музици и радио је на сопственим композицијама, без помоћи Кунца. Иако је често занемаривао принципе музичке композиције, стварао је дела која су вредна дивљења за његове године. Додатак Universal Journal of Music из 1850. укључивао је Шуманову биографску скицу у којој се наводи: „Речено је да је Шуман, као дете, поседовао редак укус и таленат за приказивање осећања и карактеристичних особина у мелодији,  могао је да скицира различите диспозиције његових интимних пријатеља одређеним фигурама и одломцима на клавиру тако тачно и комично да су сви праснули у гласан смех сличности портрета.“
Са 14 година, Шуман је написао есеј о естетици музике и такође је допринео издању књиге, коју је уредио његов отац, под насловом Портрети славних људи. Још у школи у Цвикауу читао је дела немачких песника-филозофа Шилера и Гетеа, као и Бајрона и грчких трагичара. Његова најмоћнија и најтрајнија књижевна инспирација био је Жан Пол, немачки писац чији се утицај види у Шумановим младалачким романима Јунске вечери, завршеним 1826, и Селена.
Шуманово интересовање за музику је било подстакнуто присуством наступу Игназа Мошелеса који је свирао у Карлсбаду, а касније је развио интересовање за дела Бетовена, Шуберта и Менделсона. Његов отац, који је подстицао његове музичке тежње, умро је 1826. када је Шуман имао 16 година. Након тога, ни мајка ни старатељ га нису охрабривали да настави музичку каријеру. Године 1828, Шуман је напустио средњу школу, а након путовања током којег је у Минхену упознао песника Хајнриха Хајнеа, под притиском породице одлази да студира право на Универзитету у Лајпцигу. Али у Лајпцигу, Шуман се уместо тога фокусирао на импровизацију, композицију песама и писање романа. Такође је почео озбиљно да учи клавир код Фридриха Вика, познатог професора клавира. Године 1829. наставља студије права у Хајделбергу, где постаје доживотни члан корпуса Саксо-Борусија Хајделберг.

### 1830–1834
Током ускршњег доба 1830. чуо је италијанског виолинисту, виолисту, гитаристу и композитора Николо Паганинија како свира у Франкфурту. У јулу је писао својој мајци: „Цео мој живот је био борба између поезије и прозе, или то назовимо музика и право“. Уз њену дозволу, до Божића се вратио у Лајпциг, и са 20 година, узимао је часове клавира код свог старог мајстора Фридриха Вика, који га је уверавао да ће бити успешан концертни пијаниста након неколико година учења код њега. Током студија код Вика, неке приче тврде да је Шуман трајно повредио прст на десној руци. Вик је тврдио да је Шуман оштетио свој прст коришћењем механичког уређаја који је задржавао један прст док је вежбао друге — што је требало да ојача најслабије прсте. Клара Шуман је дискредитовала причу, рекавши да инвалидитет није последица механичког уређаја, а сам Роберт Шуман је то описао као „болест целе руке”. Неки тврде да, пошто се чинило да је инвалидитет био хроничан и да је захватио руку, а не само прст, није вероватно да је узрокован уређајем за јачање прста. Године 2012. неуролози су расправљали о Шумановим симптомима на конференцији под називом „Музичари са дистонијом“.
Шуман је напустио идеју о концертној каријери и уместо тога се посветио композицији. У том циљу започео је студије музичке теорије код Хајнриха Дорна, шест година старијег немачког композитора и, у то време, диригента Лајпцишке опере.

#### Папилони
Шуманова фузија књижевних идеја са музичким – познатим као програмска музика – можда се први пут обликовала у Папилонима, оп. 2 (Лептири), музички приказ догађаја у Жан Половом роману Flegeljahre. У писму из Лајпцига из априла 1832. Шуман поручује својој браћи: „Прочитајте што пре последњу сцену у Flegeljahre Жан Пола, јер су Папилони замишљени као музички приказ тог маскенбала.” Ова инспирација је донекле наговештена у његовој првој писаној критици — есеју из 1831. о Фредерик Шопеновим варијацијама на тему из Моцартовог Дон Ђованија, објављеног у Allgemeine musikalische Zeitung. У њему Шуман ствара имагинарне ликове који расправљају о Шопеновом делу: Флорестан (отелотворење Шуманове страствене, гласне стране) и Еузебије (његова сањива, интроспективна страна) — пандани Вулта и Волта у Flegeljahre. Они позивају трећег, мајстера Рароа, за мишљење. Раро може представљати или самог композитора, Викову ћерку Клару, или комбинацију то двоје (Клара + Роберт).
У зиму 1832. године, са 22 године, Шуман је посетио рођаке у Цвикауу и Шнебергу, где је извео први став своје Симфоније у г-молу (без броја опуса, познат као „Цвикауер“). У Цвикауу је музика изведена на концерту Кларе Вик, која је тада имала само 13 година. Клара је овом приликом одсвирала бравурозне Варијације Анрија Херца, композитора кога је Шуман већ исмевао као филистејца. Шуманова мајка је рекла Клари: „Мораш се једног дана удати за мог Роберта.“ Симфонија у г-молу није објављена за време Шумановог живота, али је свирана и снимана у новије време.

## Инструменти
Један од најпознатијих инструмената на којем је свирао Роберт Шуман био је клавир Конрада Графа, поклон од Графа поводом Робертовог и Клариног брака 1839. године. Овај инструмент је стајао у Шумановој радионици у Диселдорфу, а касније га је Клара Шуман поклонила Јоханесу Брамсу. Након промене неколико локација, примило га је Друштво пријатеља музике у Бечу и може се видети у Музеју историје уметности у Бечу.

## Медијски портрети
- Сањање (1944) је UFA филм у којем глуме Матијас Виман као Шуман, Хилде Крал као Клара Вик, Улрих Хаупт као Јоханес Брамс и Емил Локамп као Франц Лист.
- Песма љубави (1947) је филм MGM-а у којем глуме Пол Хенрајд као Шуман, Катарин Хепберн као Клара Вик, Роберт Вокер као Јоханес Брамс и Хенри Данијел као Франц Лист.[12]
- Чежња је биографски роман америчког аутора Ј.Д. Ландиса из 2000. године.[13]